# Глетцер, Мэттью
Мэттью Глетцер (англ. Matthew Glaetzer; род. 24 августа 1992, Аделаида) — австралийский трековый велогонщик, выступающий за сборную Австралии по велоспорту с 2012 года. Двукратный чемпион мира, обладатель трёх золотых медалей Игр Содружества, участник 4 летних Олимпийских игр (2012, 2016, 2020, 2024).

## Биография
Мэттью Глетцер родился 24 августа 1992 года в городе Аделаида, Южная Австралия.
Занимался велоспортом в клубах Central Districts Cycling Club и Team Jayco. Одновременно со спортивной карьерой учился в Университете Южной Австралии, где изучал моторику человека.
Первого серьёзного успеха на взрослом международном уровне добился в сезоне 2011 года, когда вошёл в основной состав австралийской национальной сборной и выступил мировом первенстве Апелдорне, выиграв бронзовую медаль в командном спринте (изначально занял четвёртое место, но в связи с дисквалификацией француза Грегори Боже и всей победившей команды Франции впоследствии переместился в итоговом протоколе на третью позицию).
В 2012 году стартовал на домашнем чемпионате мира в Мельбурне, где одержал победу в программе командного спринта. Благодаря череде удачных выступлений удостоился права защищать честь страны на летних Олимпийских играх в Лондоне — в командном спринте вместе с Шейном Перкинсом и Скоттом Сандерлендом занял четвёртое место, уступив в гонке за бронзу команде Германии.
В 2014 году на Играх Содружества в Глазго победил в кейрине и стал бронзовым призёром в командном спринте.
В 2016 году побывал на мировом первенстве в Лондоне, откуда привёз награду серебряного достоинства, выигранную в индивидуальном спринте — здесь его превзошёл только титулованный британец Джейсон Кенни. Находясь в числе лидеров трековой команды Австралии, благополучно прошёл отбор на Олимпийские игры в Рио-де-Жанейро. На сей раз стартовал сразу в трёх дисциплинах: в спринте стал четвёртым, проиграв гонку за бронзу россиянину Денису Дмитриеву; в кейрине закрыл десятку сильнейших; в командном спринте так же занял четвёртое место, уступив в итоге команде из Франции.
После Олимпиады в Рио Глетцер остался в составе австралийской национальной сборной на ещё один олимпийский цикл и продолжил принимать участие в крупнейших международных соревнованиях. Так, в 2018 году на чемпионате мира в Апелдорне он выиграл спринт и стал серебряным призёром в гите на 1 км. Кроме того, трижды поднимался на пьедестал почёта на домашних Играх Содружества в Голд-Косте: победил в кейрине и гите на 1 км, взял бронзу в командном спринте.
В 2019 году Глетцеру диагностировали рак щитовидной железы, при этом он не стал прерывать спортивную карьеру, надеясь отобраться на Олимпийские игры в Токио.